# Alfred Micha
Alfred Henri Joseph Michée, né à Liège le 6 décembre 1845 et mort le 29 novembre 1925 est un homme politique libéral belge.

## Biographie
Alfred Micha est docteur en droit et s'installe comme avocat à Liège en Belgique.
Il est conseilleur puis échevin de Liège. Il fut également conseiller provincial de Liège.
Le 26 mars 1899, il devient député libéral de l'arrondissement de Liège à la suite de la mort Paul Heuse. Il reste député jusqu'aux élections législatives de mai 1900.

## Publications

### Ouvrages
- Le crédit et les banques, 1873
- Code belge des architectes, entrepreneurs et propriétaires ou législation et de la jurisprudence civile et administratives sur les constructions et les objets qui s'y rattachent, Bruxelles, 1879
- De la responsabilité des notaires, Bruxelles, 1883
- Historique du crédit agricole et en Europe, Liège, Léon de Thier, 1888 (lire en ligne)
- Les graveurs liégeois, Liège, Bénard, 1908 (lire en ligne)
- Les maîtres tombiers, sculpteurs et statutaires liégeois, Liège, Mathieu Thone, 1909 (lire en ligne)
- Les peintres célèbres de l'ancien pays de Liége, Liège, Mathieu Thone, 1911 (lire en ligne)
- Mélanges d'art et d'histoire, Liège, La Meuse, 1914 (lire en ligne)
- Les bords de la Meuse, Liège, 1919
- Mélanges d'histoire et de littérature, Liège, 1922

### Articles
- « La fondation Darchis », Bulletin de l'institut archéologique liégeois, Liège, t. XL,‎ 1910, p. 99-115 (ISSN 0776-1260, lire en ligne)
- « La restauration en architecture », Chronique archéologique du pays de Liège, t. X, no 4,‎ août-septembre 1919, p. 48-52 (lire en ligne)
- « Joseph Grandgagnage; Alfred Nicolas », Bulletin de l'institut archéologique liégeois, Liège, t. XLV,‎ 1920, p. 67-76 (ISSN 0776-1260, lire en ligne)
- « Rapport à l'Institut archéologique liégeois relatif au transfert des pierres sculptées ou à inscriptions actuellement dans la seconde cour du palais de Justice de Liège », Chronique archéologique du pays de Liège, t. XI, no 2,‎ avril-juin 1920, p. 24-29 (lire en ligne)
- « Les illustrations de Léonard Jehotte pour les Fables de Rouveroy », Chronique archéologique du pays de Liège, t. XI, no 3,‎ juillet-octobre 1920, p. 38-40 (lire en ligne)
- « Archéologie forestière », Chronique archéologique du pays de Liège, t. XI, no 1,‎ janvier-mars 1920, p. 5-8 (lire en ligne)
- « Fabre d'Églantine à Liège », Chronique archéologique du pays de Liège, t. XII, no 6,‎ novembre-décembre 1921, p. 77-83 (lire en ligne)
- « Jacques Velez », Chronique archéologique du pays de Liège, t. XIII, no 3,‎ mai 1922, p. 30-32 (lire en ligne)
- « Les Prussiens », Chronique archéologique du pays de Liège, t. XIII, no 5,‎ juillet-août 1922, p. 56-60 (lire en ligne)
- « L'hypocauste belgo-romain de la place Saint-Lambert à Liège », Chronique archéologique du pays de Liège, t. XIII, no 6,‎ septembre-octobre 1922, p. 73-75 (lire en ligne)
- « Pour les amis et conservateurs du vieux », Chronique archéologique du pays de Liège, t. XIV, no 5,‎ août-septembre 1923, p. 77-79 (lire en ligne)
- « Philippe-Auguste Hennequin », Chronique archéologique du pays de Liège, t. XVI, no 1,‎ janvier-février 1925, p. 122-123 (lire en ligne)
- « Les anciennes tours et maisons-fortes de Fragnée-Guillemins », Chronique archéologique du pays de Liège, t. XVII, no 1,‎ janvier-février 1926, p. 6-14 (lire en ligne)